# Owa-Sprache
Die Owa-Sprache ist eine der Südost-Salomonen-Sprachen. Sie gehört zur austronesischen Sprachfamilie und ist Teil desselben Dialektkontinuums wie Kahua und wird von Außenstehenden für dieselbe Sprache bei unterschiedlichen Gelegenheiten verwendet.

## Beschreibung
Owa gehört zu den San Cristobal-Sprachen und wird im Südosten der Insel Makira (früher San
Cristobal) und auf den im Südosten vorgelagerten Inseln Owaraha, früher (Santa Ana) und Owariki, früher (Santa Catalina), von 8440 Menschen (2007) gesprochen.
Seit 1938 hat die anglikanische Kirche Church of the Province of Melanesia liturgische Texte in der Owa-Sprache, die früher auch Santa Ana-Sprache genannt wurde, drucken lassen. Der Sprachencode nach ISO 639-3 ist stn.